# Manaquí cap de foc
El manaquí cap de foc (Machaeropterus pyrocephalus) és un ocell de la família dels píprids (Pipridae).

## Hàbitat i distribució
Habita la selva pluvial i densa vegetació secundària localment a les terres baixes al sud de Veneçuela, est del Perú, nord de Bolívia i nord-est i centre del Brasil.